# Neivamyrmex halidaii
Neivamyrmex halidaii é uma espécie de formiga do gênero Neivamyrmex.